# فرانز غوتس (طيار بطل)
فرانز غوتس (بالألمانية: Franz Götz)‏ هو طيار بطل ألماني، ولد في 28 يناير 1913 في راستات في ألمانيا، وتوفي في 4 مايو 1980 في أشافنبورغ في ألمانيا.